# 궁정연애

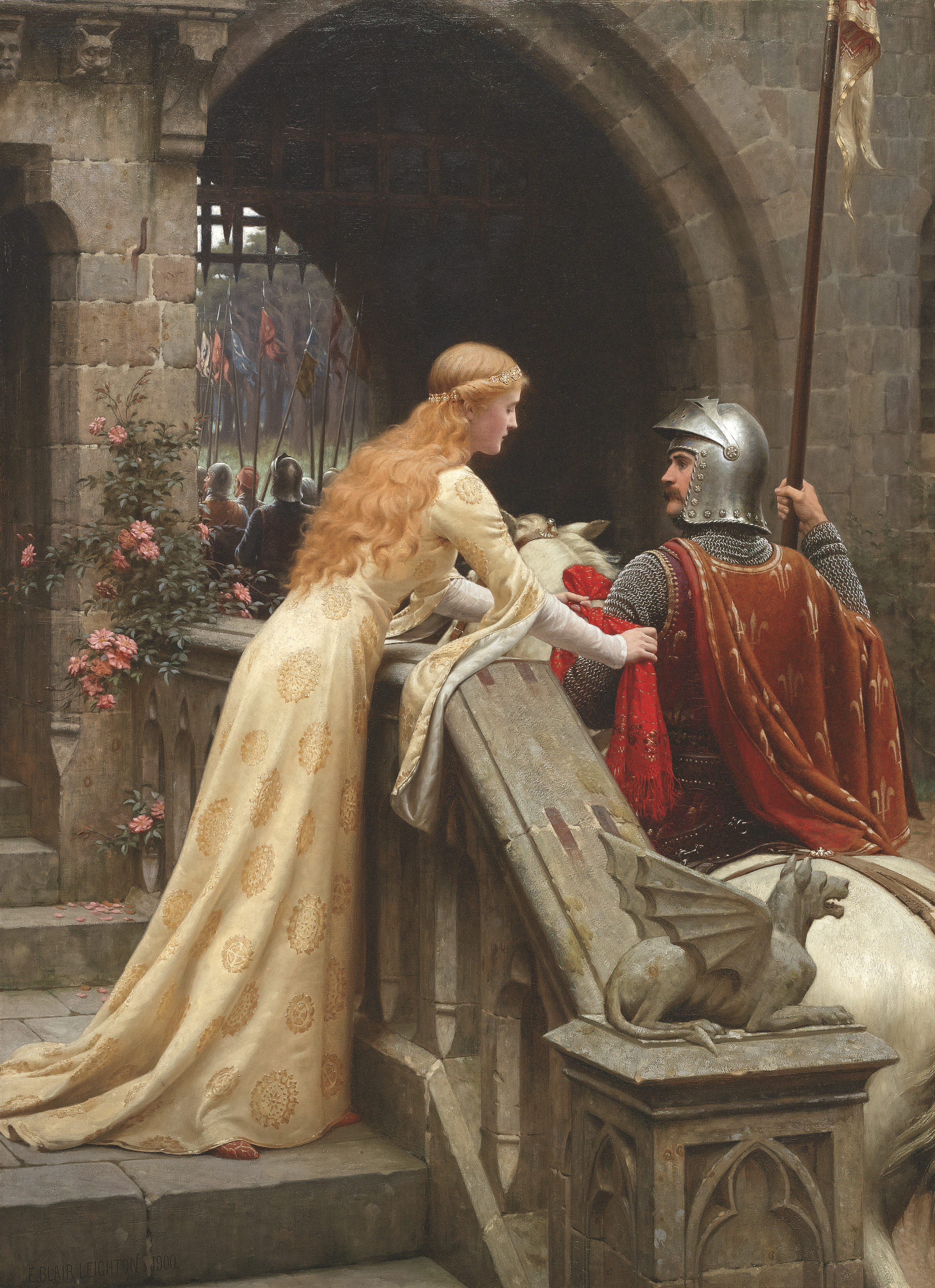
에드먼드 레이턴의 그림. 막 출정하는 기사에게 호의를 베푸는 귀부인을 묘사한다.

궁정연애(宮庭戀愛, 프랑스어: amour courtois, 오크어: fin'amor)는 중세 유럽 궁정문학의 근간을 이루는 연애관이다. 기사도적 사랑이라고도 하며, 로맨스라는 말이 여기서 비롯되었다. 당대의 명칭은 Fin'amor로, amor은 사랑을, fine은 완미 완벽 등을 뜻한다. 후대에, 궁정 귀족들의 연애관이라 하여 amour courtois(궁정연애)라는 이름으로도 불리게 되었다.
11세기 남부 프랑스의 독특한 사회환경에서 유래한 것으로, 성곽 내의 사회에서 귀부인들을 향한 남자들의 정염이 일종의 이상화, 정신화, 숭고화를 거친 것이다. 남자는 한낱 여성을 사랑하는 것이 아닌 성녀를 섬긴다. 귀부인은 고결하여 쉽게 마음을 허락치 않으며, 변덕스러워 기사에게 무리한 요구를 한다. 이러한 사랑의 고난을 충성스러운 기사는 극복해나가려 한다. 또한 이러한 사랑은 흔히 혼외정사로, 그 은밀함을 특징으로 한다.
이러한 연애담은 라틴어가 아닌 로망스어(즉 오일어나 오크어)로 쓰여졌으므로 로망스라 불렸으며, 로맨스(Romance)라는 말의 어원이 되는데, 이러한 헌신적인 사랑을 오늘날에도 로맨틱하다 부르는 것으로 봐도 알 수 있듯이 궁정연애는 단지 중세의 사고관에만 그치지 않고 현대 서구의 낭만적인 연애관에까지 지대한 영향을 미쳤다.

## 역사

### 트루바두르
그 시초는 11-12세기의 남불의 음유시인들인 트루바두르이다. 아키텐의 공작이자 시인이었던 기욤 다키텐(1071-1127, 기욤 9세)이 처음으로 이러한 헌신적인 짝사랑을 노래했으며, 프로방스어로 쓴 시가 열한 수 전한다. 그 손녀인 왕비 엘레오노르 다키텐 여공작(1122-1204)은 처음으로 이러한 연가시인들을 후원해 베르나르 드 방타두르(?~1195)는 왕비를 찬미하는 서정시를 여러 편 썼다.
트루바두르는 궁정의 후원과 총애를 받았으며, 궁정의 귀부인들과는 주종관계에 있었기 때문에 당연히 그들을 고결한 존재로 떠받드는 시를 쓰게 되었다. 그렇다고 트루바두르의 시에서 단지 기교와 입발림만이 보이는 것은 아니고 현대의 독자에게도 아름다운 연애시로 다가오는 진솔함이 돋보이고 있다.

### 트루베르
얼마 지나지 않아 북부의 오일어 시인들 트루베르들에게 이러한 문학사조가 퍼졌으며, 크레티앵 드 트루아 등의 작가에 의해 프랑스의 첫 소설(roman)인 궁정소설이 탄생한다. 비록 직접적인 사랑의 찬가는 아니나 기사도 정신에 근본한 이러한 소설은 귀부인과 기사 사이의 정신적인 사랑을 그 주제로 하고 있다.

### 풍유소설
13세기에 쓰여진 장미 이야기는 풍유소설(roman allégorique)의 대표작으로서, 사교계를 상징하는 정원과 귀부인을 상징하는 장미를 통해 또다른 방식으로 궁정연애의 미학을 그려내고 있다.

## 결혼과 궁정연애
현대 통념과는 달리 당시 결혼이란 순수히 경제, 권력적인 일이었기 때문에, 궁정연애는 대부분 혼외관계를 근간으로 한다. 그러나 12세기 작가 크레티앵 드 트루아는 그 소설에서 결혼제도와 궁정연애를 조화시키려는 시인도 나타났으며, 영국 중세문학에서는 구혼에 있어서의 일부분으로 융합되기도 하였다.

## 궁정문학
궁정문학 또는 궁정풍문학(宮廷風文學)에 대한 설명이다.
12세기에 영국을 본거로 한 앙쥬 노르만 왕조와 북프랑스 각지에서는 알리에노르 다키텐(1122?-1204)를 위시하여 신분이 높은 여성의 영향 아래 ‘궁정풍 로망’이 생겼다(‘로망’이란 라틴어가 아니고 로망스어로 쓰인 시 또는 산문의 이야기). 궁정풍 로망은 세련된 엘리트가 여가를 틈타서 읽도록 쓰인 것이다. 윤리적 경향이 강한 북프랑스에서 태어난 궁정풍 로망 작가는 남프랑스 서정시인의 연애 지상주의의 영향을 받으면서 그것의 사회적 도덕적인 면을 취하여 ‘궁정풍’ 또는 ‘풍류’라고 하는 인간의 이상상을 만들어냈다.
즉 기사(騎士)가 마음에 품고 있는 귀부인의 사랑을 받기 위하여 무훈시로 노래한 무용 이외에 고귀한 감정과 호탕한 성품, 말씨나 거동의 정중함과 은근함이나 절도 등의 여러 가지 덕이 요구되었다. 이들의 덕을 구비한 궁정풍 로망의 주인공은 이후에 서양 여러 나라에 나타나는 인간 이상상의 선구라고 말할 수 있다. 최초는 게마르의 <영국인사(英國人史)>(1140?)와 같이 앙쥬 노르만 왕조를 찬양한 선전문학의 경향이 강했으나 이윽고 사람의 관심은 고대로 향해져 1150년경부터 1165년경에 걸쳐 그리스나 로마를 주제로 하는 몇 개의 작품이 나오게 되었다. 더욱이 신비적인 켈트 세계에 그들의 눈이 쏠려 베르루와 토마의 <트리스탄 이야기>와 <아더 왕 계열 이야기> 등의 이른바 ‘브리튼 이야기’의 이야기를 낳게 하였다.
작가로서는 서양소설가의 시조라고도 하는 크레티앵 드 트루아를 위시하여 그리스, 비잔틴 주제의 <에라클>(1164)을 쓴 고티에다라스와 같은 ‘브리튼 이야기’를 사용하여 12세기 후반 단시(短詩)를 쓴 여류시인 마리 드 프랑스 등이 있다.
13세기가 되면 비잔틴이나 아라비아를 배경으로 하면서 실제로는 당시 프랑스 사회에의 풍자와 다른 문학작품의 패러디로 노래이야기인 <오카생과 니콜레트>(13세기 전반)와 사랑에 있어서 비밀을 지키는 중요함을 가르친 걸작 <베르제 성주의 부인>(1288 이전)이 나왔다.
앙투아느 드 라 살르가 15세기 중엽에 쓴 <젊은 장 드생트레>에서는 전통적인 기사의 이상상이 현실주의적 평민의 이상상 앞에 결정적인 패배를 당하고 있다.